# Landsraad
A Landsraad egy kitalált szervezet Frank Herbert Dűne-univerzumában. A Landsraad az Impérium összes Nemesi Házának közgyűlése.

## Áttekintés
Herbert 1965-ös Dűne regénye szerint a Landsraad körülbelül 2000 évvel a Butleri Dzsihad vége előtt alakult ki, ekkortól tekinthető politikai testületnek. Kezdetben Landsraad Szövetség (v. Landsraad Liga) néven hivatkoztak erre a testületre, közvetlenül a Dzsihad után uralma több mint 13 000 világra terjedt ki. Ez a szervezet fontos szerepet játszik az Impérium politikai és gazdasági erőegyensúlyának fenntartásában, amely megoszlik a Landsraad, a Padisah Császár és az Űrliga között (a Bene Gesserit leginkább a titkos műveleteket részesíti előnyben a nyílt akciókkal szemben, ennek következtében a „csendes” negyedik erőként lép fel a birodalomban, egészen II. Leto Atreides bukásáig). A Császár hatalma két dologból származik: egyrészt a Sardaukarok látszólag legyőzhetetlen haderejének birodalmi felügyeletéből, valamint az Arrakis bolygó és az onnan származó megfizethetetlen melanzs birtoklásából, amely végtelen gazdagság forrása. A Landsraad képviseli az összes többi uralkodó családot, amelyeket Házaknak neveznek, amellyel igyekeznek sakkban / kordában tartani a Császár egyszemélyes hatalmát, és amely elméletileg egy azzal összehasonlítható hatalmi erőt képvisel. Mind az egyesült Házaknak, mind a Császárnak a maga részéről nagy szüksége van a csillagközi utazásra, amely viszont az Űrliga kezében van. Ezt az érzékeny erőegyensúlyt használják fel arra, hogy megakadályozzák egyes különösen nagyravágyó vagy romboló szándékú (érdek)csoportok vagy egyének a társadalom egyensúlyának felborításával fenyegető tevékenységét.

## Terminológia
Az „Az Impérium terminológiájá”-ban, az 1995-ös Dűne könyvben Herbert a következő meghatározásokat adja:
Ház: egy bolygó vagy bolygórendszer uralkodó dinasztiáját vagy klánját takaró kifejezés

Nagy Házak: bolygószintű hűbérbirtokok és bolygóközi vállalkozásokat birtokosai

Alsóbb Házak: bolygószintű vállalkozói osztály
A császári Corrino-ház mellett a Herbert eredeti sorozatában szereplő nagyobb Házak az Atreides-ház és a Harkonnen-ház. Az egyedi Házak állandó versengésben állnak a hűbérbirtokok, anyagi vagy politikai hatalom vagy éppen a császári kegyek megszerzése céljából.

## A Nagytanács
A Nagytanács a Landsraad belső köre a faufreluchok fennállása alatt, amely egy merev osztályszerkezet, amit az Impérium erőszakkal tart fönn. A Nagytanács jogosult legfelsőbb bíróságként fellépni a Házak közötti vitákban.

## Jelentése
A landsraad egy összetett szó, amelynek jelentése „a föld(birtok) tanácsa” (az „s” a birtokos esetet jelöli). Ez a szó megvan több skandináv nyelvben is, de mára a kissé átalakult landsråd formában létezik; a dán nyelvben landsraad formában állt az 1948-as helyesírási reform előtt. A holland és afrikaans nyelvekben szintén landsraad formában szerepel, Herbert azonban a skandináv nyelvekből vette a szót. Egy interjú alkalmával így határozta meg:
Kérdés: A Dűne regényben mit jelent a Landsraad?

Herbert: Hát, a Landsraad egy régi skandináv szó, amely a földbirtokosok gyűlését jelenti. Ez történelmileg hiteles abban a tekintetben, hogy ez egy gyűlés volt, illetve a törvényhozó testület első összejövetelei  — igaz, elég korai. A Landsraad — tehát a földbirtokos köznemesség.

## Fordítás
Ez a szócikk részben vagy egészben  a   Landsraad című angol Wikipédia-szócikk ezen változatának fordításán alapul.  Az eredeti cikk szerkesztőit annak laptörténete sorolja fel. Ez a jelzés csupán a megfogalmazás eredetét és a szerzői jogokat jelzi, nem szolgál a cikkben szereplő információk forrásmegjelöléseként.